# Robert H. Foglesong

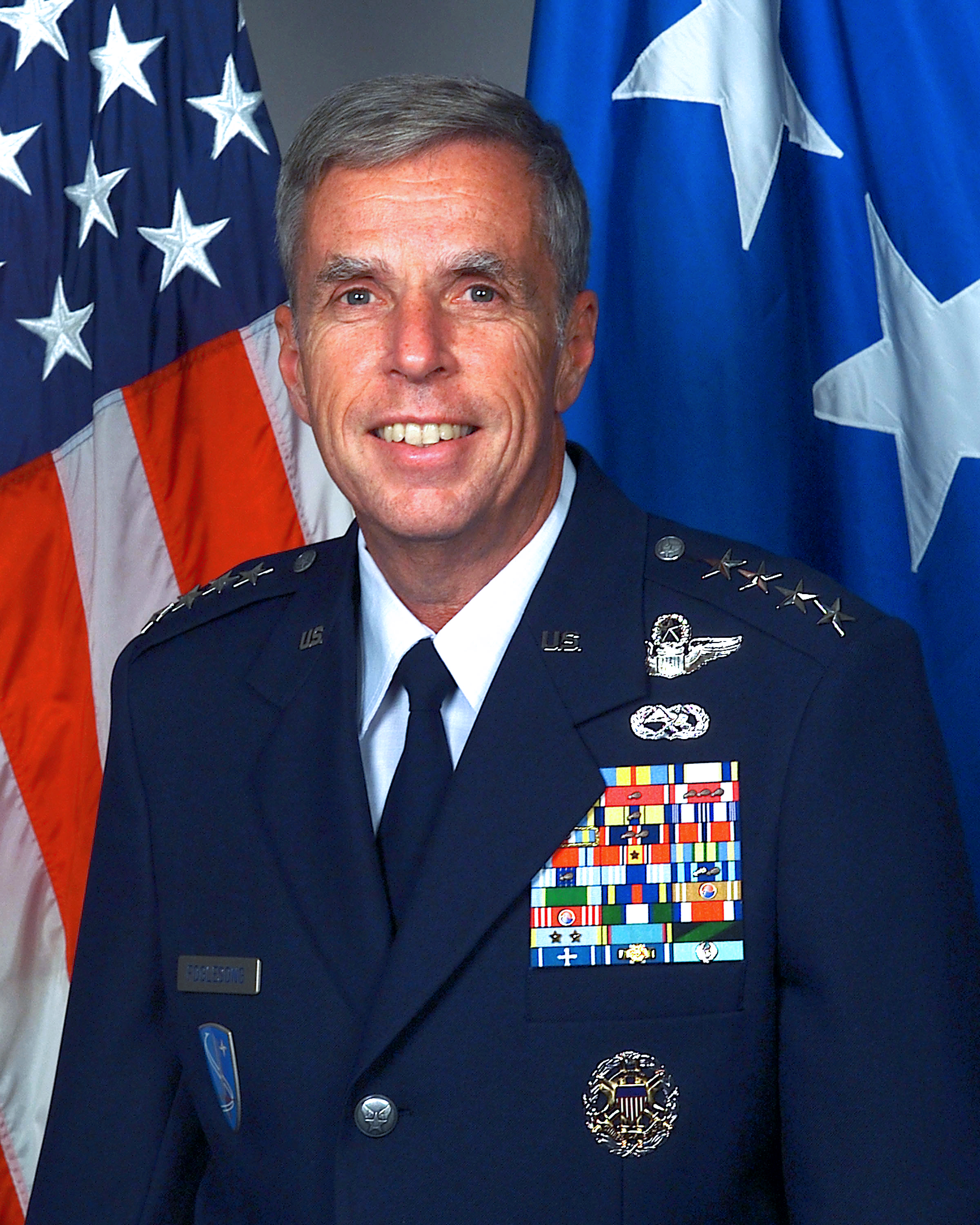
Robert H. Foglesong

Robert H. Foglesong (* 13. Juli 1945 in Williamson, Mingo County, West Virginia) ist ein pensionierter General der United States Air Force. Er war unter anderem Kommandeur der United States Air Forces in Europe. In den Jahren 2001 bis 2003 bekleidete er das Amt des Vice Chief of Staff of the Air Force. 

## Leben
Foglesong studierte an der West Virginia University in Morgantown. Im Jahr 1972 gelangte er in das Offizierskorps der United States Air Force. Dort durchlief er anschließend alle Offiziersränge bis zum Vier-Sterne-General. Im Lauf seiner militärischen Karriere absolvierte er verschiedene Kurse und Schulungen. Dazu gehörten unter anderem eine Ausbildung zum Kampfpiloten und spätere Schulungen auf neueren Flugzeugtypen, das National War College und das Seminar XXI, Foreign Political and International Relations am Massachusetts Institute of Technology (MIT).
In den 1970er Jahren war Foglesong hauptsächlich auf amerikanischen Luftwaffenstützpunkten stationiert, wo er entweder als Pilot oder als Flugausbilder tätig war. Zwischen Juli 1976 und April 1977 war er auch auf der Osan Air Base in Südkorea stationiert. Danach setzte er seine Laufbahn in den Vereinigten Staaten an verschiedenen Standorten und in verschiedenen Funktionen fort. Dabei war er weiterhin auch als Kampfpilot tätig. Zwischenzeitlich gehörte er mehrfach dem Stab des Hauptquartiers der Air Force an. In den Jahren 1988 bis 1990 war er Dozent am National War College in Fort Lesley J. McNair in Washington, D.C.
Zwischen April und Dezember 1993 kommandierte Robert Foglesong das 14. Ausbildungsgeschwader (14th Flying Training Wing), das auf der Columbus Air Force Base in Mississippi angesiedelt war. Anschließend kehrte er zur Osan Air Base in Südkorea zurück, wo er zwischen Januar 1994 und November 1995 das 51. Kampfgeschwader (51st Fighter Wing) kommandierte. Danach war er bis August 1999 in unterschiedlichen Funktionen Stabsoffizier bei den Joint Chiefs of Staff in Washington, D.C.
Daran schloss sich eine Versetzung zur Davis-Monthan Air Force Base in Arizona an, wo er zwischen September 1999 und August 2000 die 12. Luftflotte kommandierte. Diese ist die Luftkomponente des United States Southern Commands. Es folgte eine Rückkehr zum Hauptquartier der Luftwaffe. Dort leitete Robert Foglesong zwischen August 2000 und November 2001 dessen Stabsabteilung für Luft- und Weltraumoperationen (Deputy Chief Of Staff for Air and Space Operations). Zwischen November 2001 und August 2003 bekleidete er das Amt des Vice Chief of Staff of the Air Force. Damit war er stellvertretender Generalstabschef der U.S. Air Force.
Es folgte eine Versetzung zur Ramstein Air Base in Deutschland, wo Foglesong am 12. August 2003 als Nachfolger von Gregory S. Martin das Kommando über die United States Air Forces in Europe und dem der NATO unterstehenden Allied Air Command übernahm. Diese Ämter bekleidete er bis zum 6. Dezember 2005, als William T. Hobbins seine Nachfolge antrat. Gleichzeitig schied er aus dem aktiven Militärdienst aus.
Während seiner Zeit als Militärpilot absolvierte er über 4400 Flugstunden auf verschiedenen Flugzeugtypen.
Von 2006 bis 2008 leitete Foglesong als Nachfolger von Charles Lee die Mississippi State University und gründete die Stiftung Appalachian Leadership and Educational Foundation. Außerdem war er Vorstandsmitglied des Kohleförderers Massey Energy, der wegen massiver Verstöße gegen Sicherheitsauflagen letztlich in juristische und dann auch finanzielle Schwierigkeiten geriet und an einen Konkurrenten verkauft wurde.

## Daten der Beförderungen
| Abzeichen | Rang               | Jahr              |
| --------- | ------------------ | ----------------- |
|           | First Lieutenant   | 24. April 1972    |
|           | Captain            | 24. August 1974   |
|           | Major              | 1. Juli 1980      |
|           | Lieutenant Colonel | 1. März 1984      |
|           | Colonel            | 1. Dezember 1986  |
|           | Brigadier General  | 15. Juli 1994     |
|           | Major General      | 1. Oktober 1996   |
|           | Lieutenant General | 1. September 1997 |
|           | General            | 5. November 2001  |

## Orden und Auszeichnungen
Robert Foglesong erhielt im Lauf seiner militärischen Laufbahn unter anderem folgende Auszeichnungen:
- Defense Distinguished Service Medal
- Air Force Distinguished Service Medal
- Defense Superior Service Medal
- Legion of Merit
- Meritorious Service Medal
- Aerial Achievement Medal
- Air Force Commendation Medal
- Air Force Achievement Medal
- Joint Meritorious Unit Award
- Air Force Outstanding Unit Award
- Combat Readiness Medal
- National Defense Service Medal
- Global War on Terrorism Expeditionary Medal
- Global War on Terrorism Service Medal
- Korea Defense Service Medal
- Military Outstanding Volunteer Service Medal
- Air and Space Longevity Service Award

Hinzu kommen noch verschiedene Ordensbänder (Ribbons) und Orden ausländischer Nationen.